# Ziemie zabrane

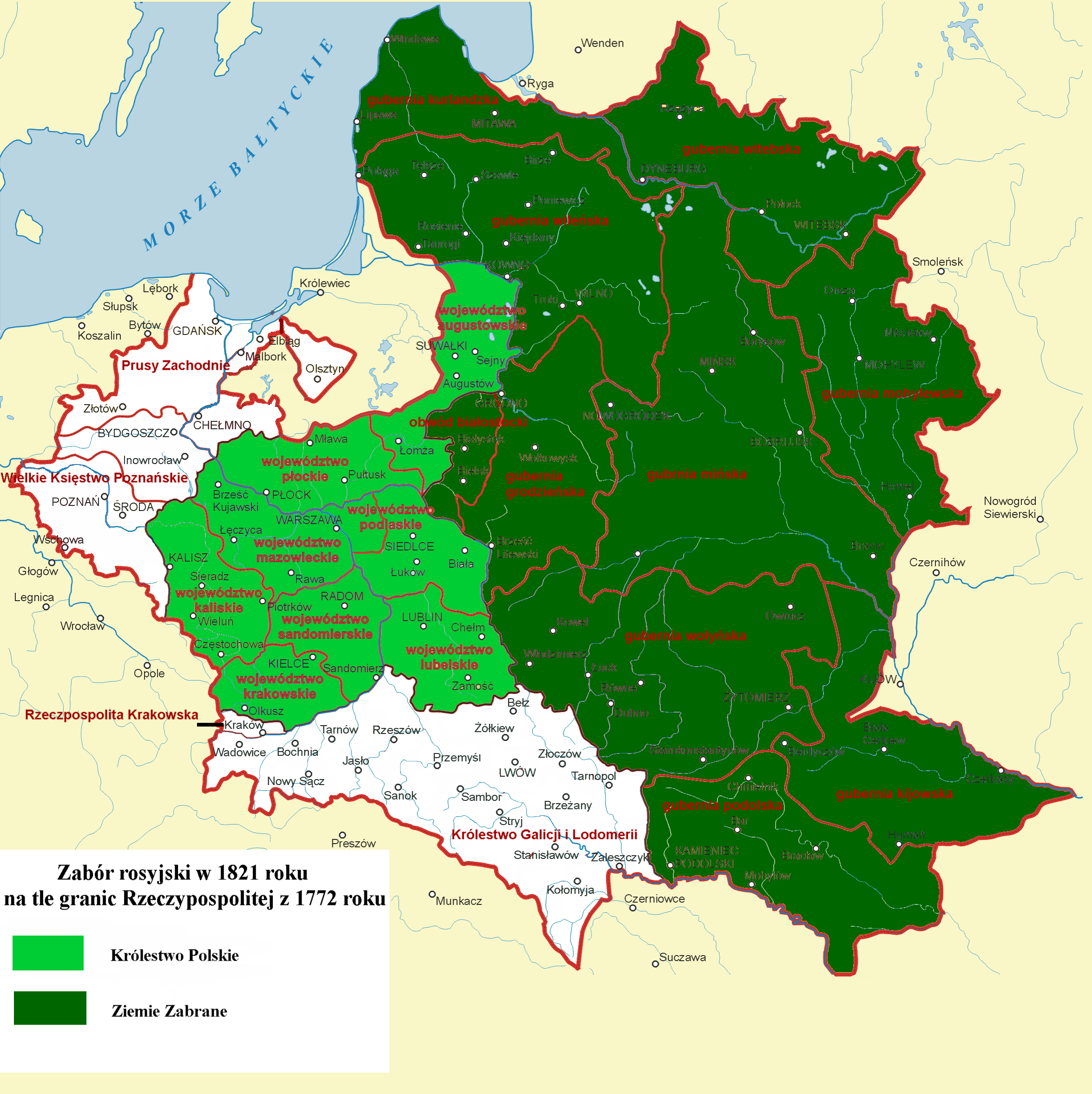
Ziemie zaboru rosyjskiego w 1821 roku: Królestwo Polskie i ziemie zabrane na tle granic Rzeczypospolitej z 1772 roku

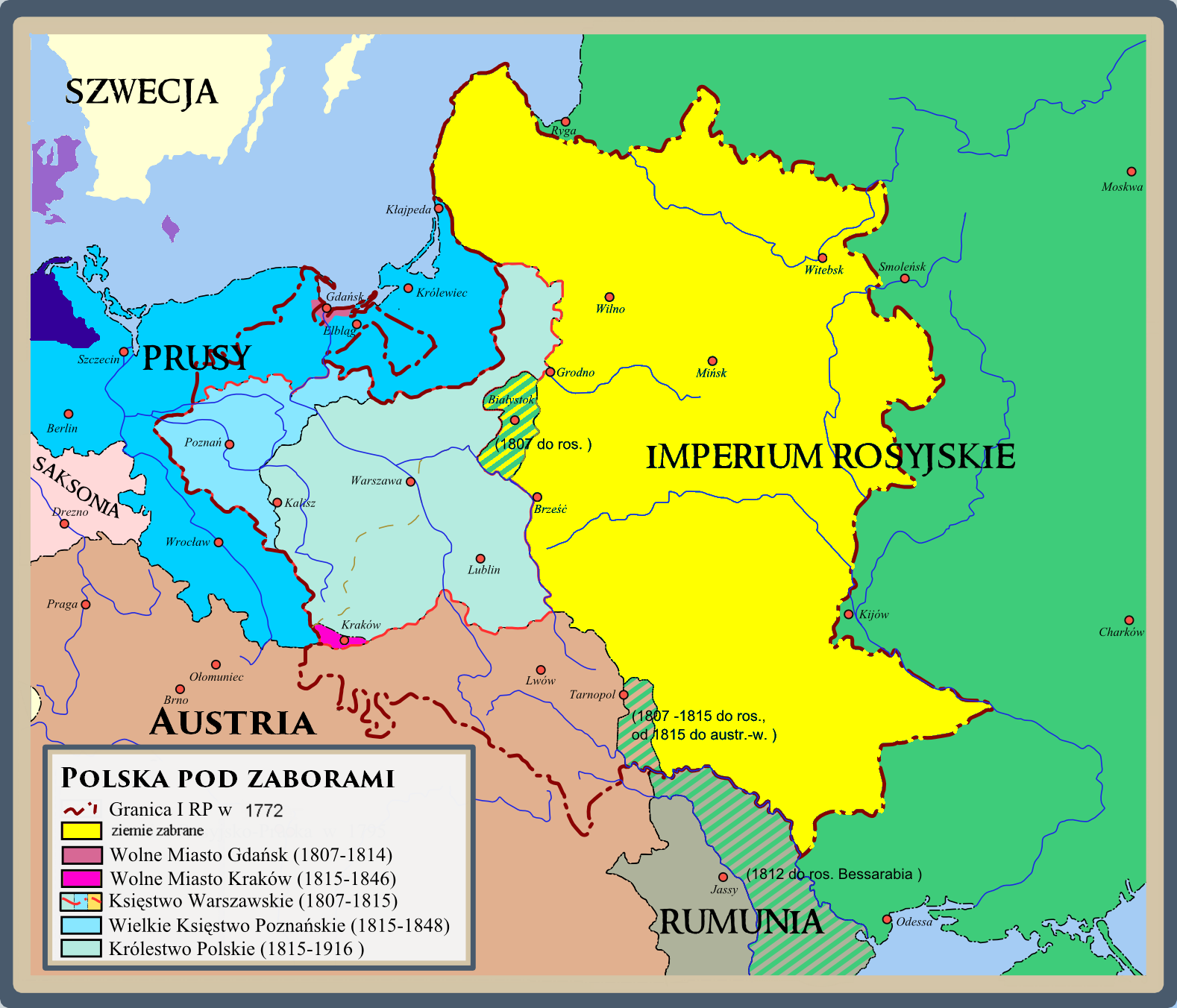
Ziemie zabrane (żółty) na tle granic Rzeczypospolitej z 1772 r.

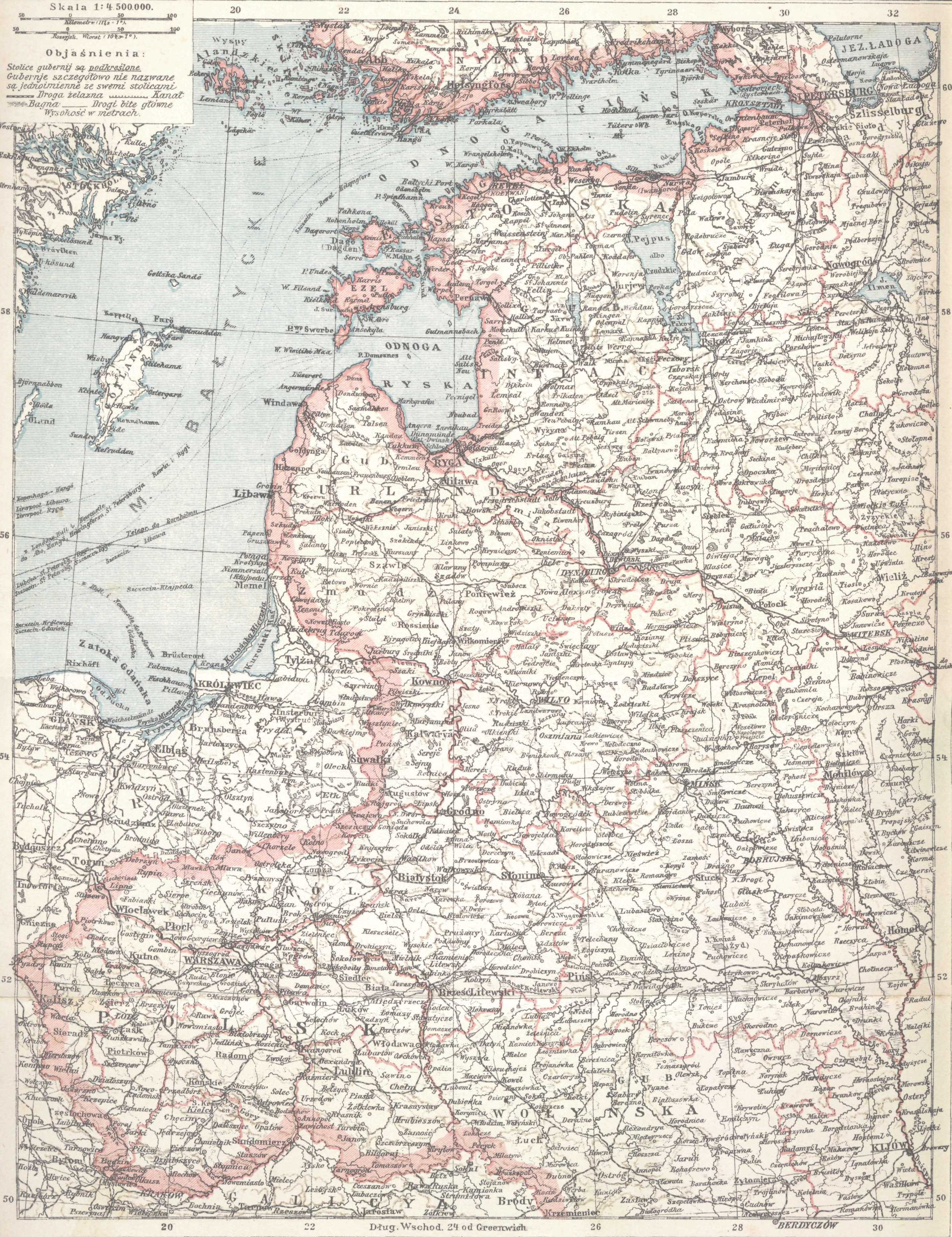
Królestwo Polskie i zachodnie gubernie Rosji w 1902 r.

Ziemie zabrane (również Kraj Zabrany) – wschodnie województwa I Rzeczypospolitej zagarnięte w wyniku rozbiorów Polski (1772–1795) przez Imperium Rosyjskie, stanowiące obszar zaboru rosyjskiego z wyłączeniem terytorium państwowego Królestwa Polskiego, utworzonego w 1815 r.
Termin „ziemie zabrane” wprowadził do obiegu naukowego i publicystyki Maurycy Mochnacki w 1834 r. W 1914 r. ziemie zabrane zamieszkiwało 2,5 mln Polaków, stanowiących większość tamtejszego ziemiaństwa i inteligencji.

## Obszar ziem zabranych
Obszar ziem zabranych obejmował utracone w wyniku I rozbioru (1772) województwo inflanckie, północną część województwa połockiego, województwa mścisławskie, witebskie i południowo-wschodnią część województwa mińskiego (ok. 92 tys. km²); utracone w II rozbiorze (1793) województwo kijowskie, bracławskie, część podolskiego, wschodnią część wołyńskiego i brzeskiego, pozostałą część województwa mińskiego i część wileńskiego (ok. 250 tys. km²); utracone w III rozbiorze pozostałe ziemie Wielkiego Księstwa Litewskiego i ziemie na wschód od Bugu (ok. 120 tys. km²) oraz obwód białostocki uzyskany przez Rosję na mocy traktatu tylżyckiego w 1807 r. Łączny obszar ziem zabranych wynosił ponad 462 tys. km².

## Demografia
Szacuje się, że w 1910 roku na ziemiach zabranych żyło ok. 24 500 000 – 26 013 400 ludzi (53–56 osób na km²). Zdaniem Romana Dmowskiego populacja Polaków wynosiła szacunkowo ok. 6 mln na 26 mln (23% całej populacji), natomiast Eugeniusz Romer szacował populację Polaków w ziemiach zabranych na ok. 5 mln na 24,5 mln (20% całej populacji). Urzędowe wyliczenia podawały, że na tych ziemiach żyło tylko od 0,8–1,1 mln Polaków.

## Historia
Za panowania Aleksandra I w guberniach zachodnich: grodzieńskiej, wileńskiej, mińskiej, wołyńskiej, podolskiej i obwodzie białostockim przeważał żywioł polski. Od 1819 r. jednostki te pozostawały pod naczelnym zarządem administracyjnym wielkiego księcia Konstantego. Na wszystkich stanowiskach tamtejszej administracji przeważali Polacy. Tamtejsza szlachta posiadała szeroki samorząd lokalny i cieszyła się przywilejami w kwestiach włościańskich, podatkowych i wojskowych, których to przywilejów pozbawione było ziemiaństwo Królestwa Polskiego. Za panowania Mikołaja I stanowiska wyższe i niższe w administracji cywilnej zaczęli obejmować Rosjanie.
Początkowo część polskiej opinii publicznej, po nadaniu przez Aleksandra I uchodzącej wówczas za liberalną Konstytucji Królestwa, liczyła na kolejne gesty cara wobec Polaków, w tym rozszerzenia terenów „Kongresówki” na część obszarów byłego Wielkiego Księstwa Litewskiego. Takie rozszerzenie nigdy jednak nie nastąpiło, a w 1912 r. z części guberni siedleckiej i lubelskiej wydzielono nawet gubernię chełmską, bezpośrednio wcieloną do Imperium Rosyjskiego.
15 maja 1905 roku uchylono ukazy z 1865 i 1884 roku, ograniczające Polakom prawo do nabywania majątków na terytorium ziem zabranych.

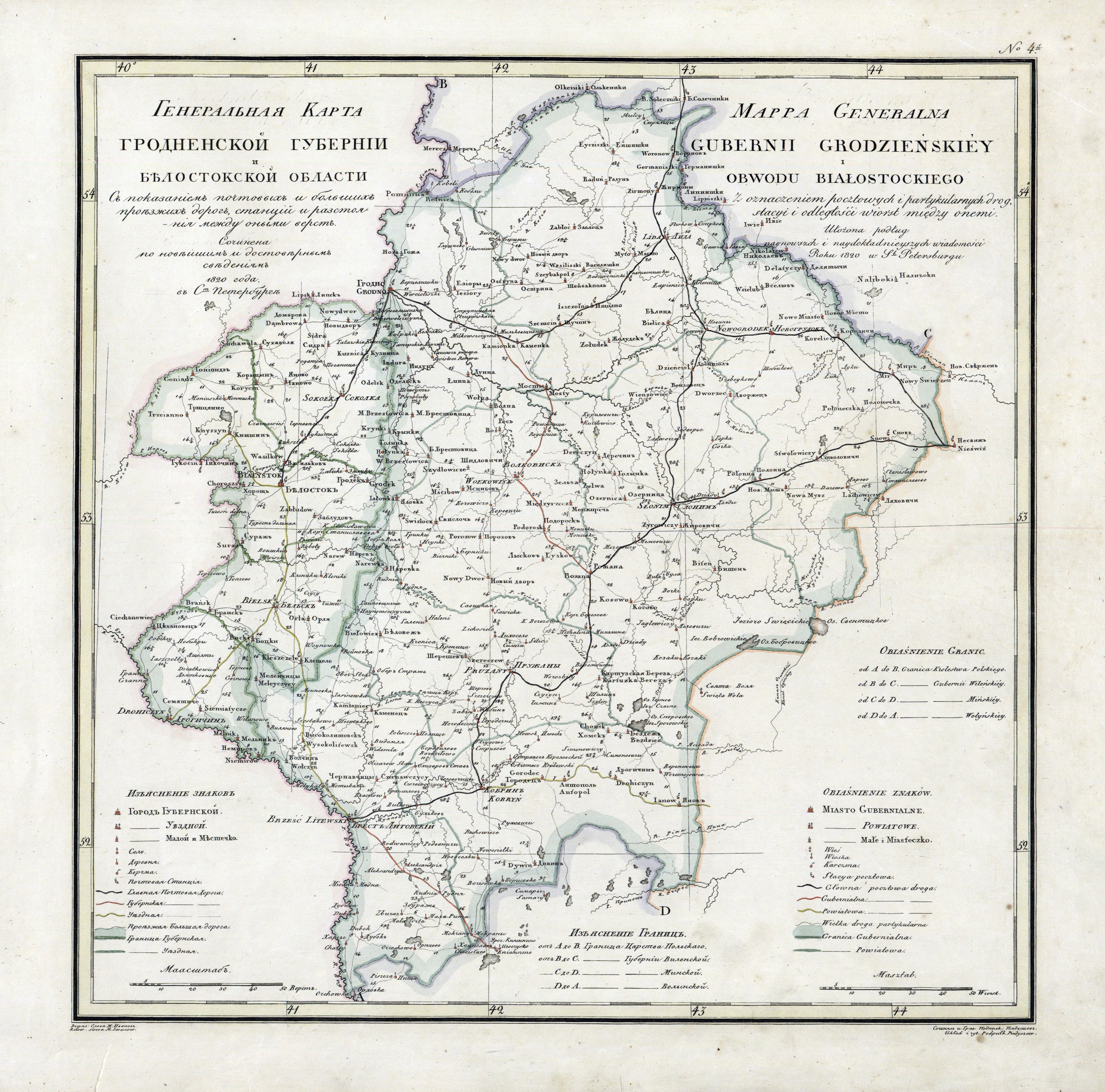
Mapa generalna guberni grodzieńskiej i obwodu białostockiego, 1820
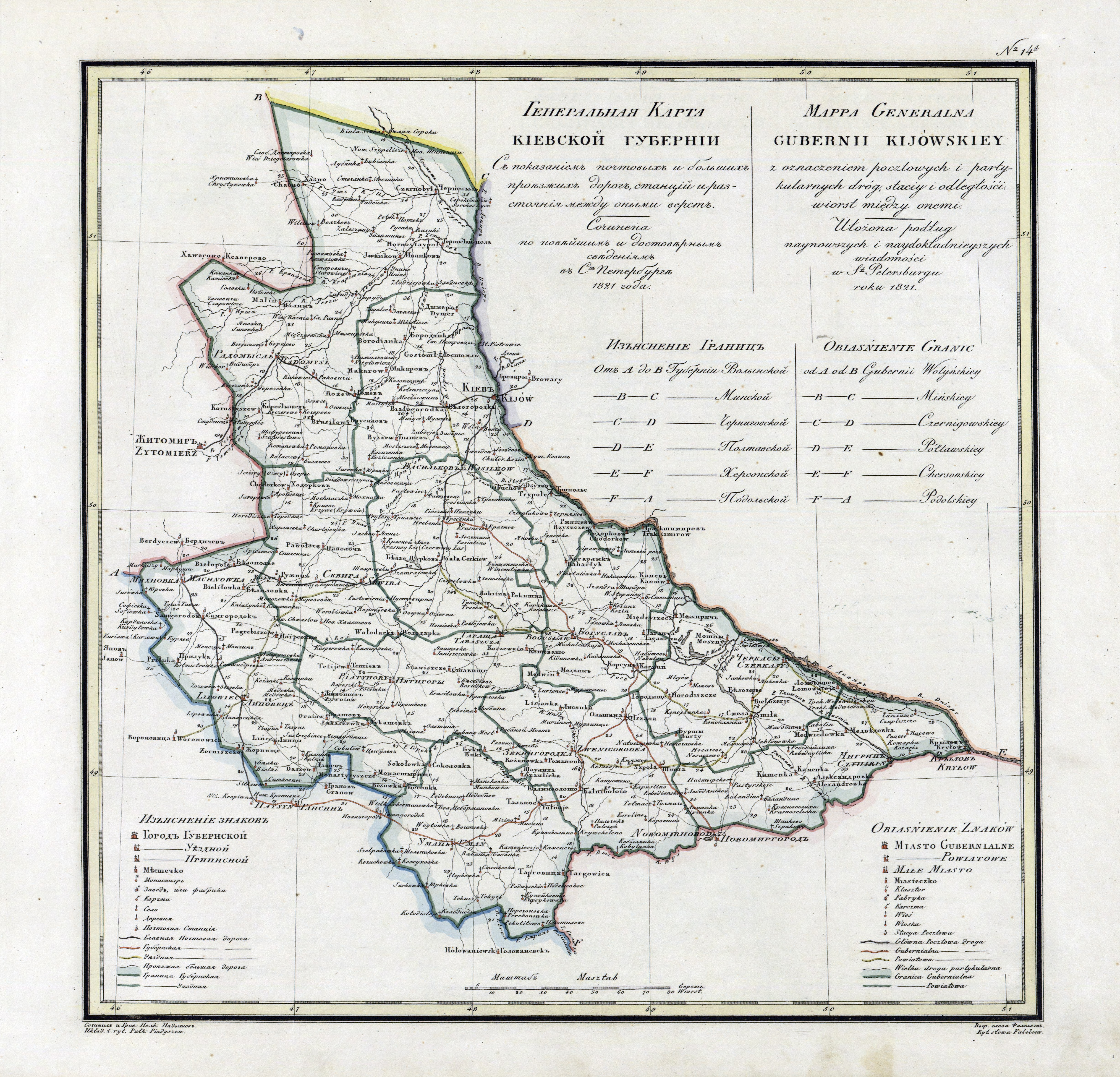
Mapa generalna guberni kijowskiej, 1821
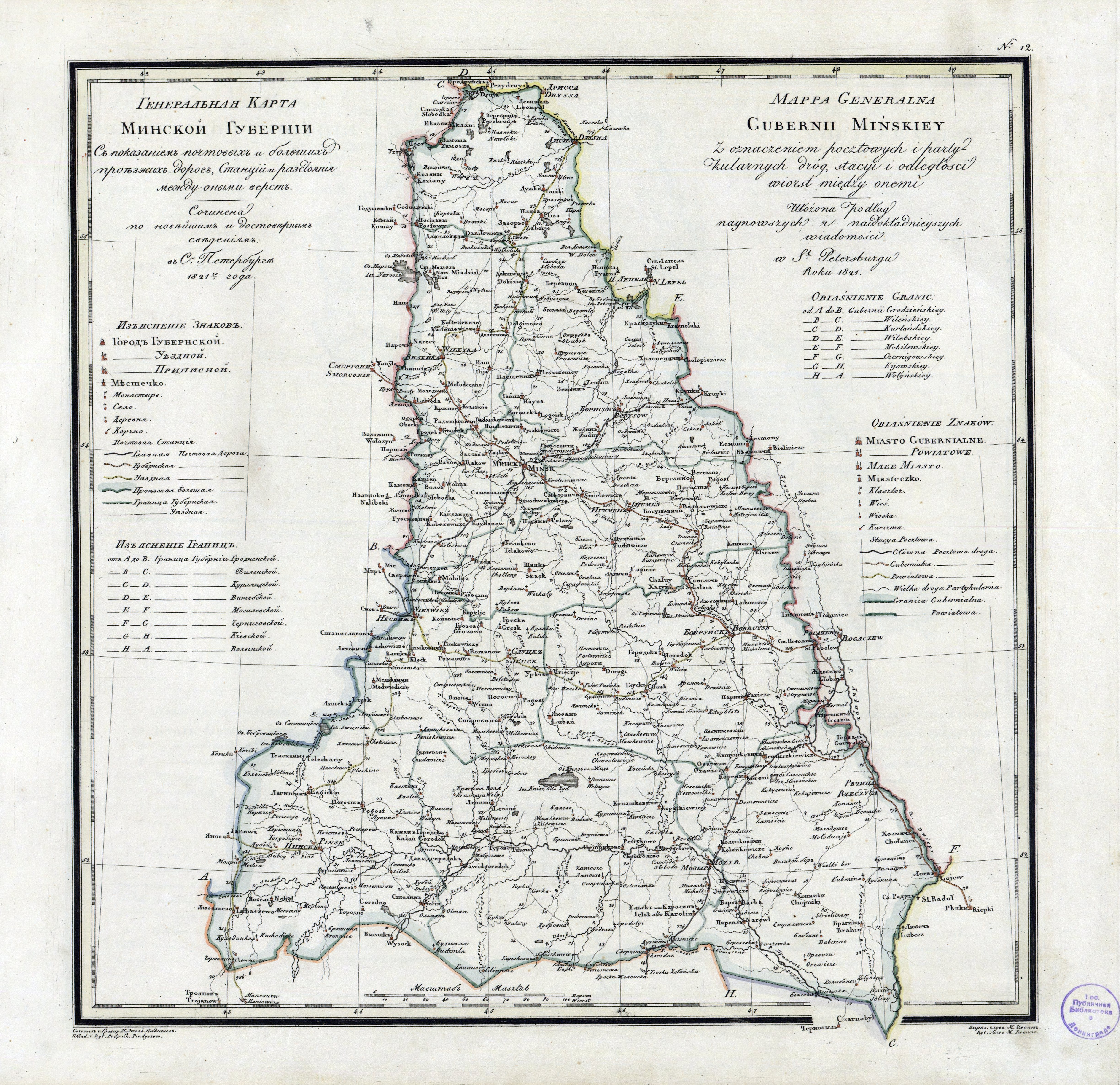
Mapa generalna guberni mińskiej, 1821
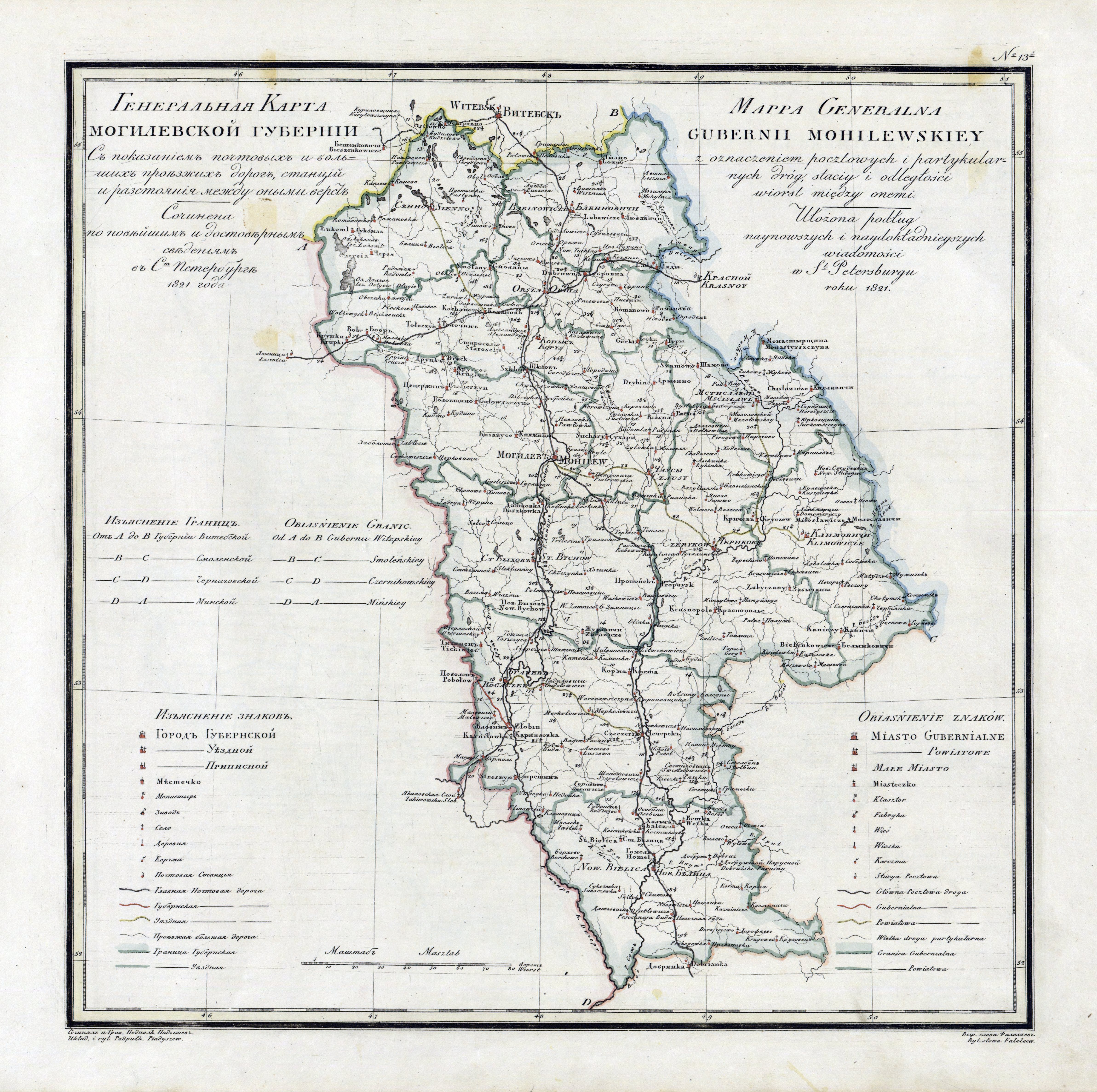
Mapa generalna guberni mohylewskiej, 1821
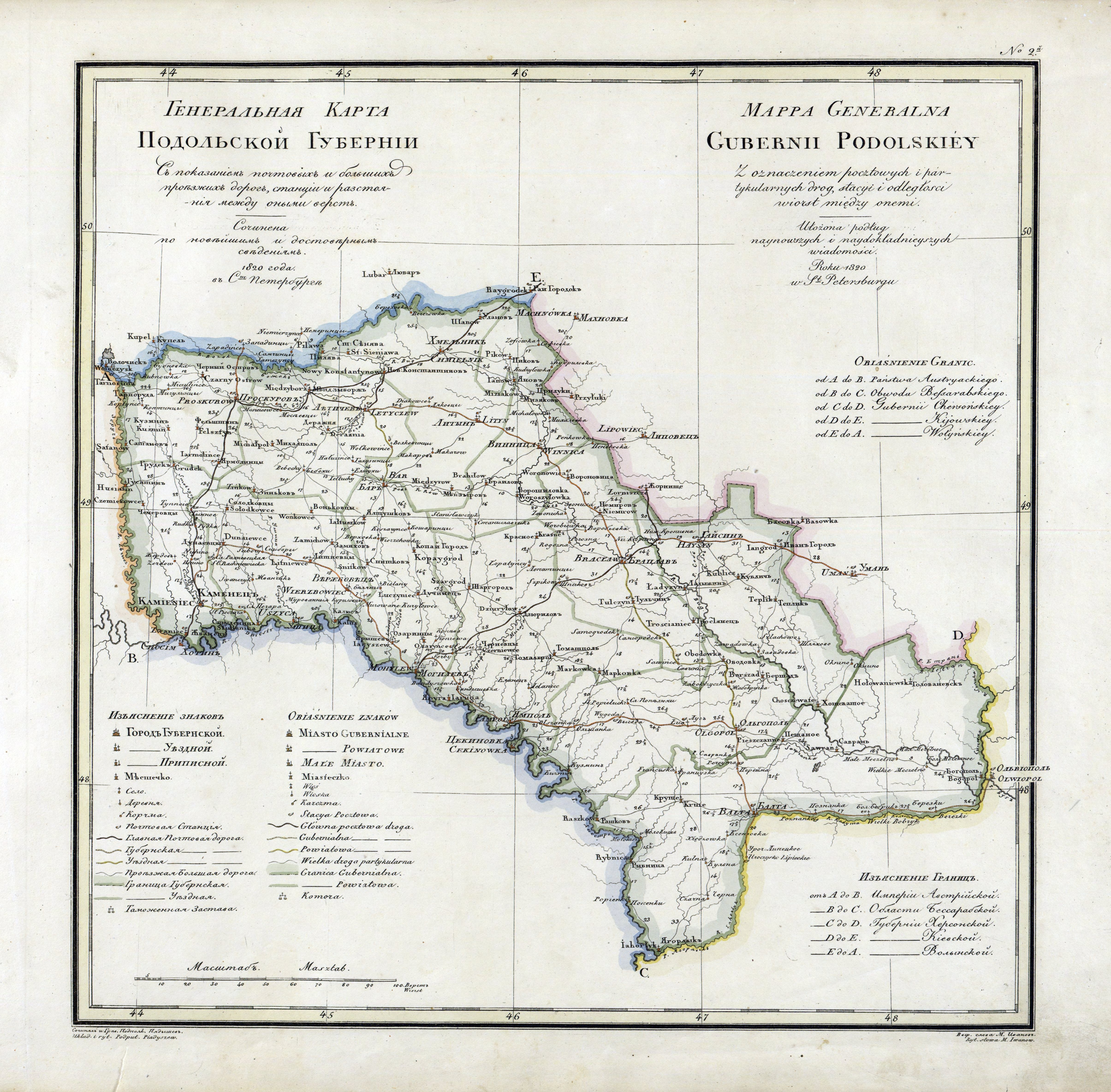
Mapa generalna guberni podolskiej, 1820
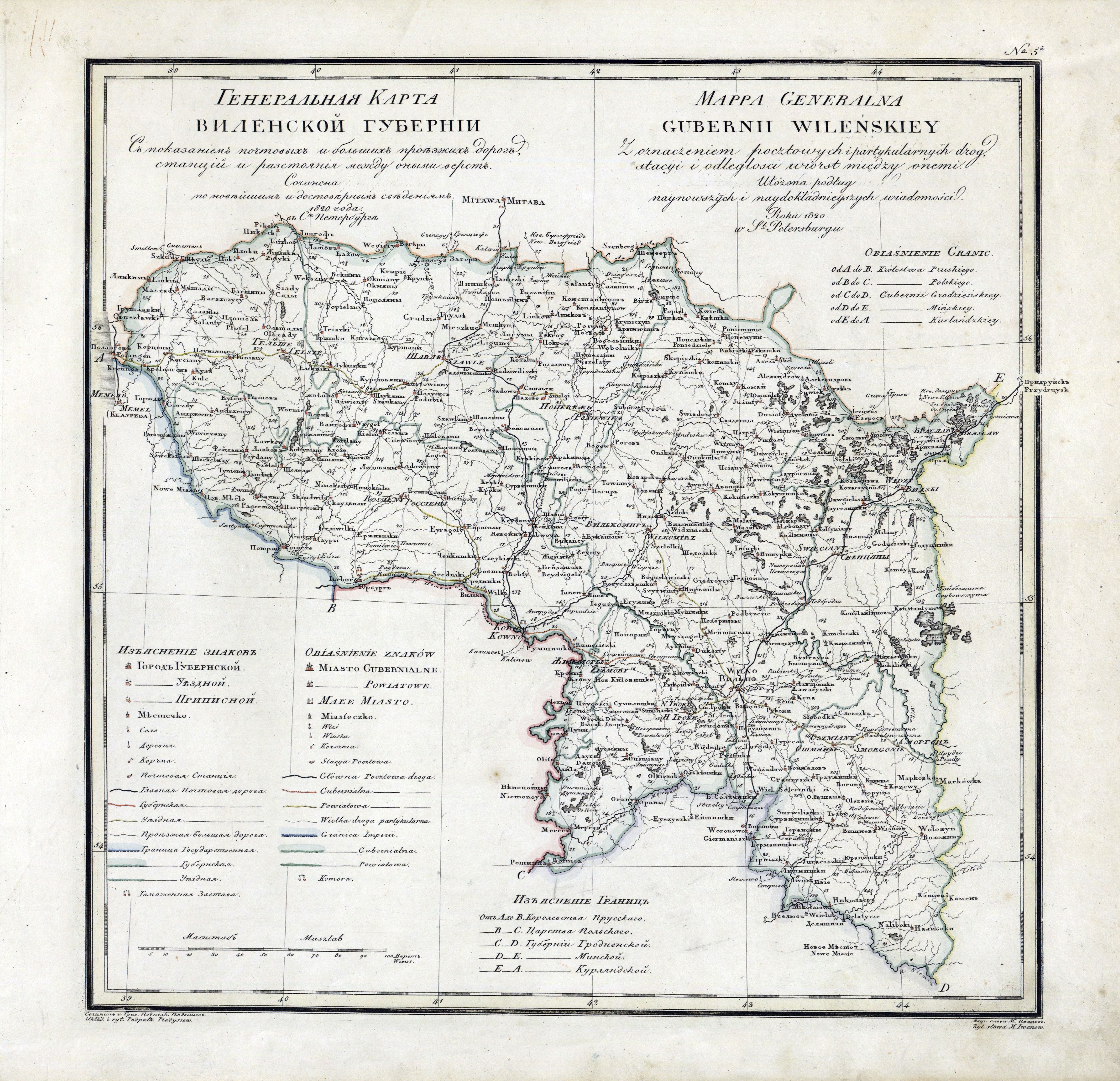
Mapa generalna guberni wileńskiej, 1820
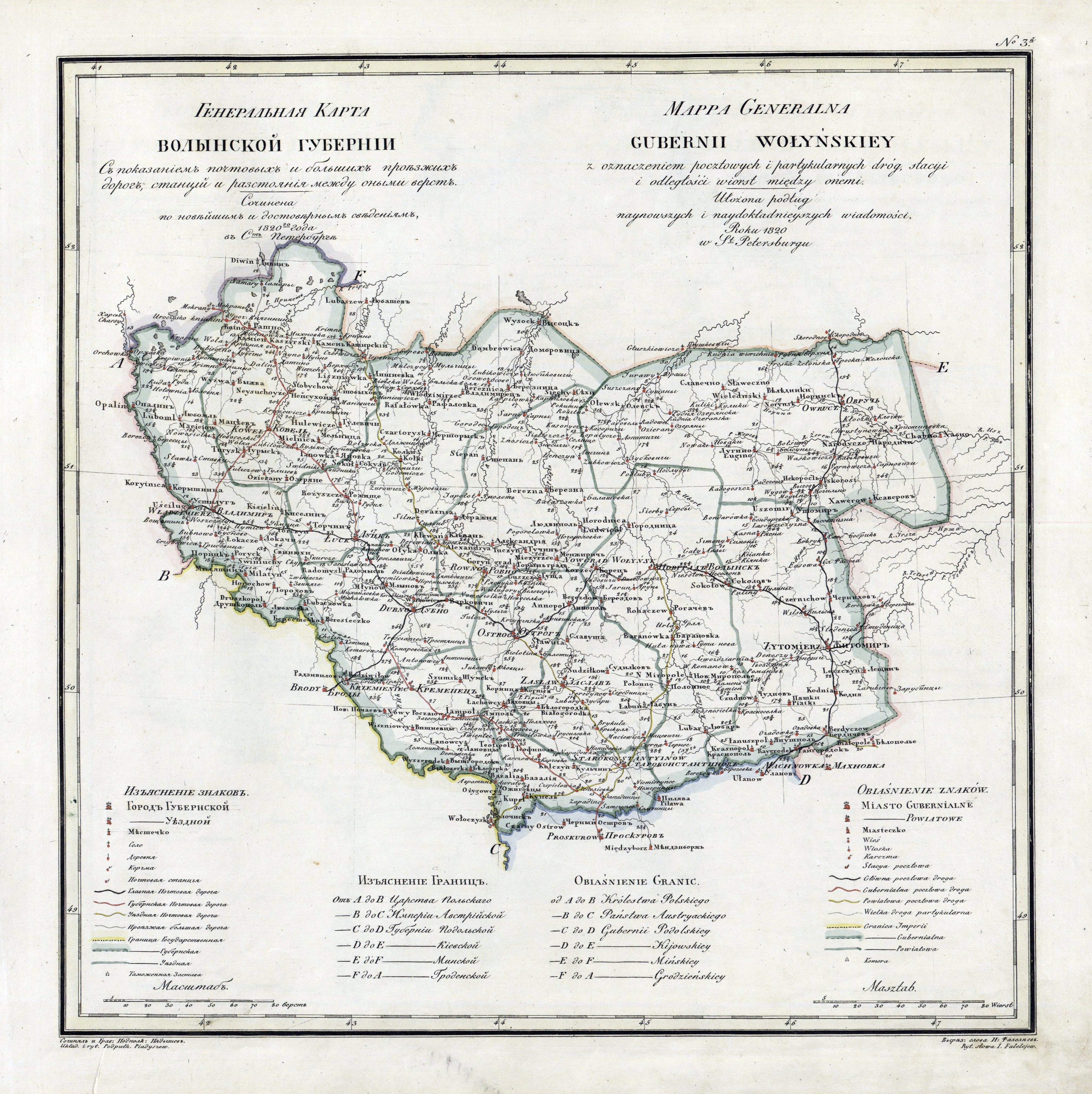
Mapa generalna guberni wołyńskiej, 1820